# Fiat Ferroviaria

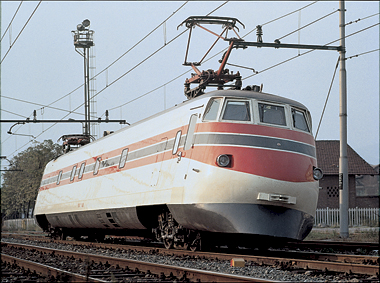
FIAT Y 0160

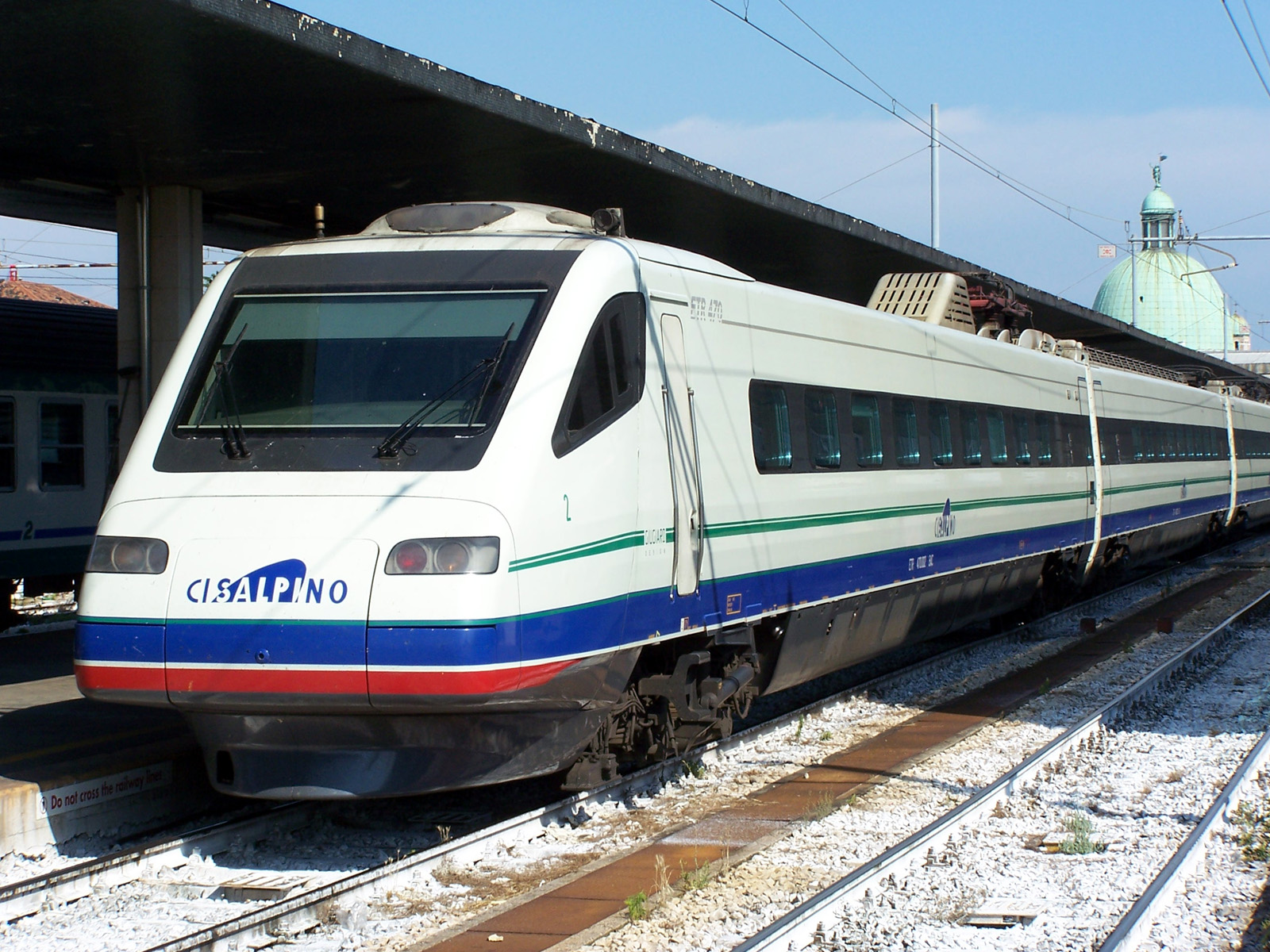
ETR 470

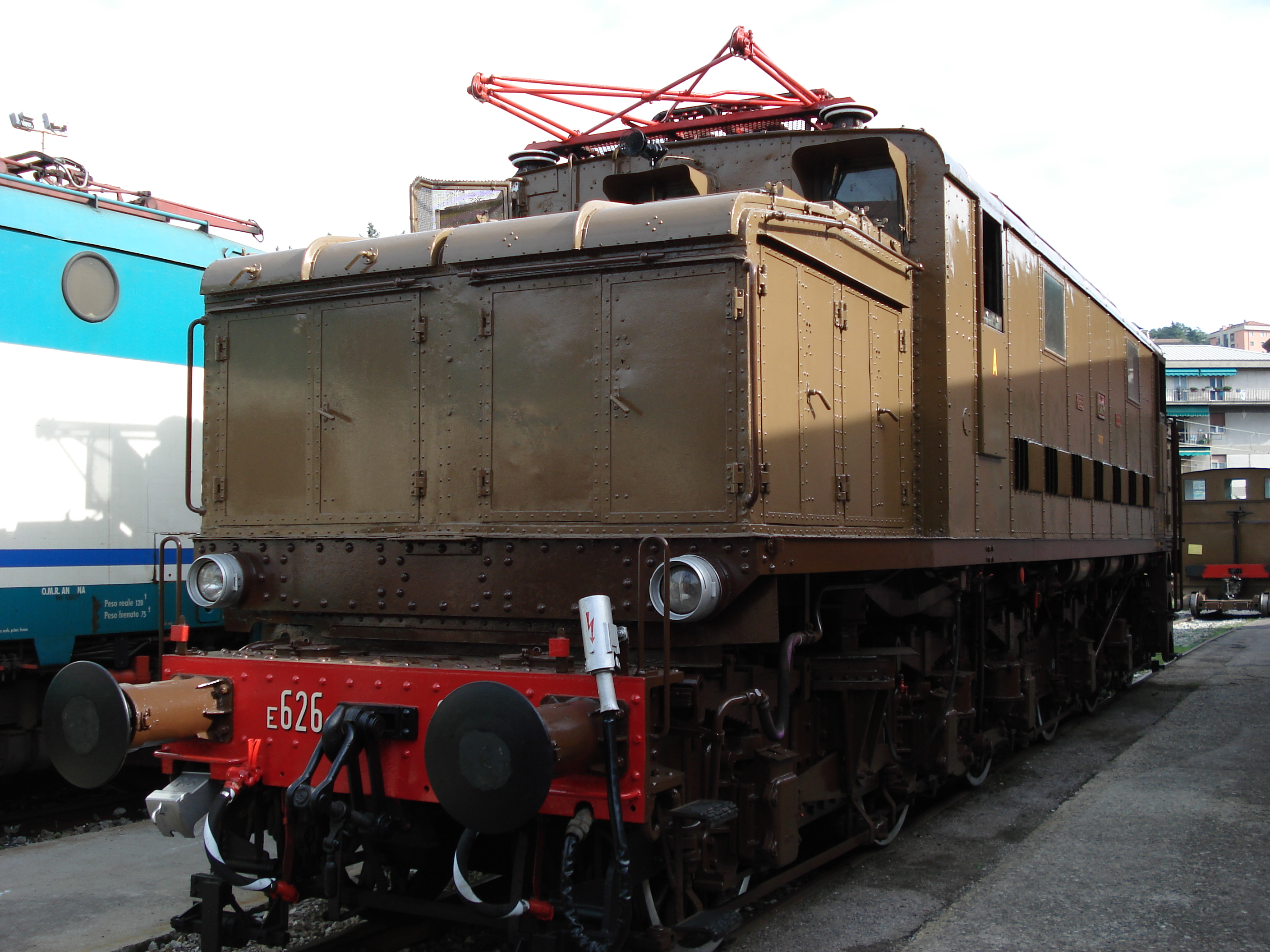
FS E.626

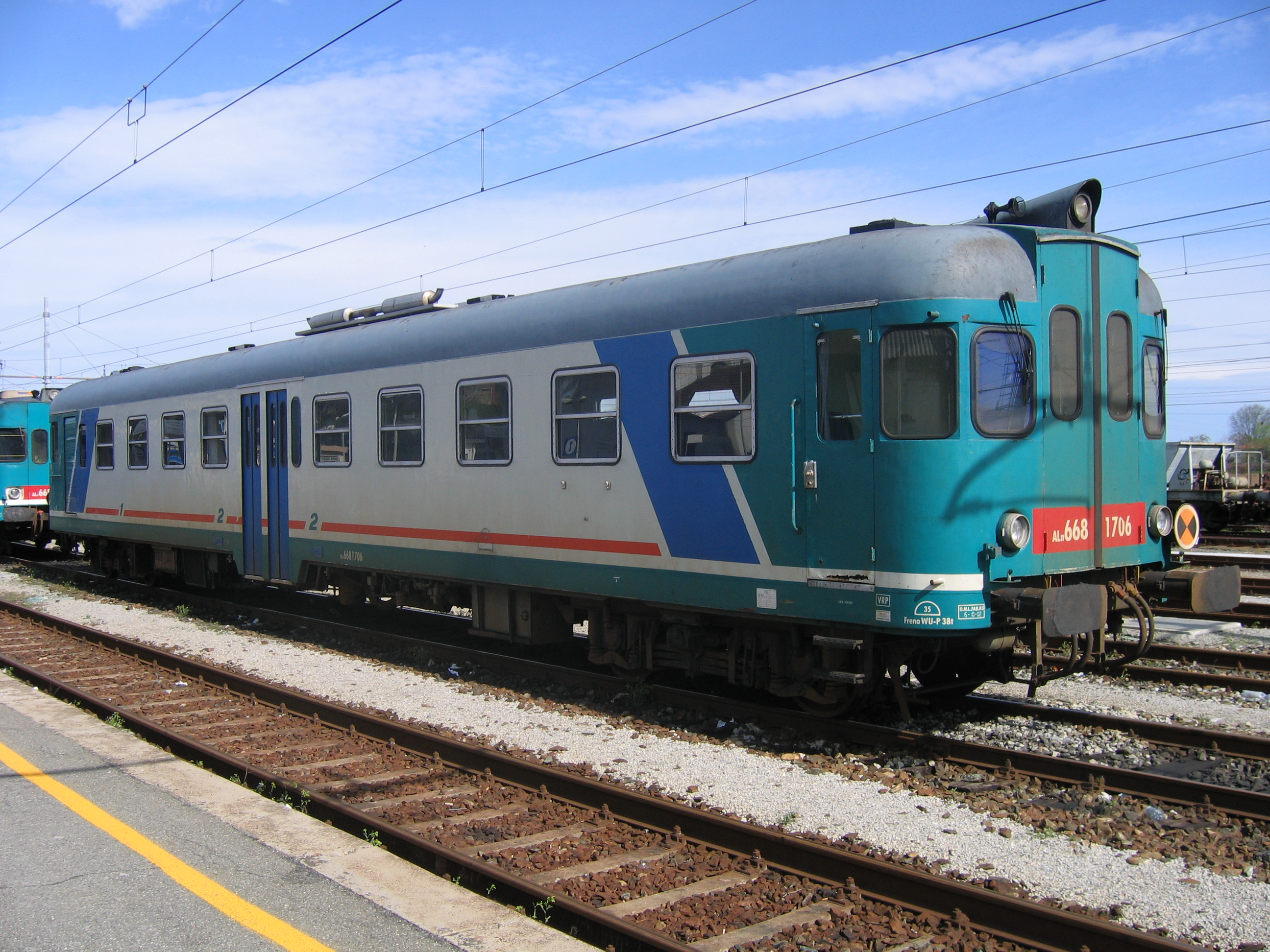
FS ALn 668

FIAT Ferroviaria war ein zur Fiat-Gruppe gehörender italienischer Schienenfahrzeug-Hersteller.

## Geschichte
In Savigliano gab es Vorläufer des Unternehmens bereits seit 1880. Im Jahr 1917 wurde die FIAT Sezione Materiale Ferroviario gegründet. 1969 begann die Entwicklung von Triebzügen mit auf mehrere Wagen verteiltem elektrischem Antrieb und aktiver Neigetechnik, die unter dem Namen Pendolino bekannt waren.
1975 benannte sich das Unternehmen in FIAT Ferroviaria Savigliano um. Ab 1988 lautete der Name FIAT Ferroviaria. 1995 wurde das Schienenfahrzeuggeschäft der SIG übernommen. SIG hatte für den Schweizer Intercity-Neigezug (ICN) eine  elektrische Neigetechnik  entwickelt, die in Konkurrenz zur hydraulischen Neigetechnik von Fiat Ferroviaria stand. In einem 50-50-Konsortium mit Alstom gewann das Unternehmen 1998 einen Vertrag zur Lieferung des Pendolino Britannico nach Großbritannien, der auf der elektrischen Neigetechnik von SIG basiert.
Im Jahr 2000 erwarb Alstom 51 % der FIAT Ferroviaria mit einer Option zur Übernahme der restlichen 49 %. Die Zahl der Alstom-Standorte in Italien stieg damit auf acht, die Zahl der Mitarbeiter auf 3.000 und der Umsatz auf 500 Millionen Euro. Im Jahr 2002 übernahm Alstom die restlichen Anteile und damit FIAT Ferroviaria komplett.

## Produkte
- FIAT Y 0160
- ETR 470
- FS E.626
- FS ALn 668
- Pendolino

### Züge anderer Hersteller mit Fiat-Neigetechnik
- DB-Baureihe 610
- ICE T

mit  SIG-Neigetechnik
- SBB ICN
- Britische Klasse 390